# In a Moment Like This
In a Moment Like This, est une chanson interprétée par Chanée et Tomas N'evergreen, écrite et composée par Thomas Gustafsson, Henrik Sethsson, Erik Bernholm, pour représenter le Danemark au Concours Eurovision de la chanson 2010 tenu à Oslo.

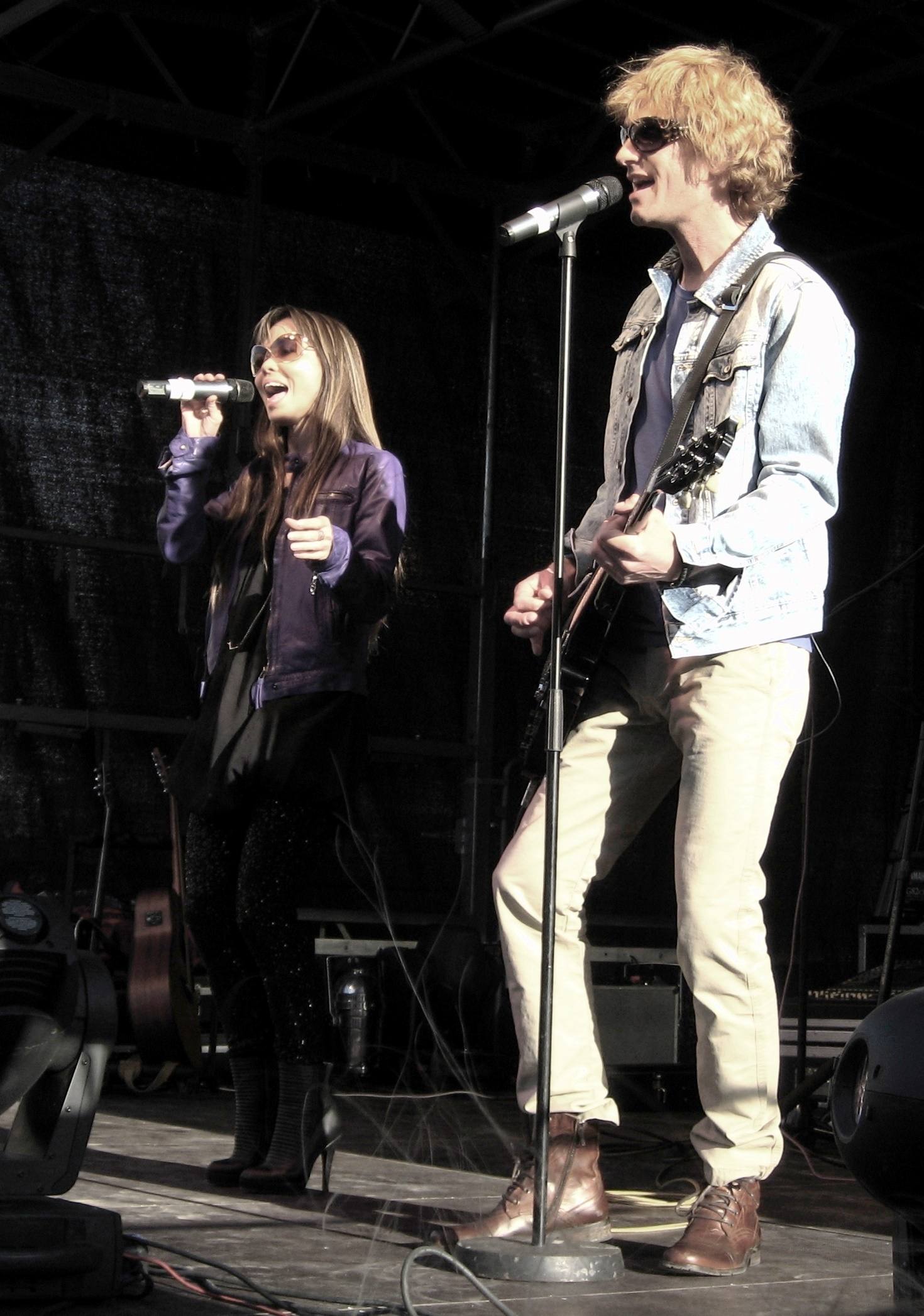
Chanée et Thomas N'evergreen

Cette chanson a terminé à la 4e place avec 149 points.

## Classements
| Chart (2010)            | Meilleure position |
| ----------------------- | ------------------ |
| Danish Singles Chart    | 2                  |
| Icelandic Singles Chart | 11                 |
| Norwegian Singles Chart | 5                  |
| Swedish Singles Chart   | 21                 |
| Swiss Singles Chart     | 12                 |
| UK Singles Chart        | 137                |